# Rogacz (Góry Stołowe)
Rogacz – bastion skalny (864 m n.p.m.) w południowo-zachodniej Polsce, na północno-zachodniej krawędzi środkowego piętra Gór Stołowych w Sudetach Środkowych.

## Szlaki turystyczne
- (Główny Szlak Sudecki): Świeradów-Zdrój – … – Wambierzyce – Rogacz – Droga nad Urwiskiem – Karłów – Błędne Skały – Jakubowice – Kudowa-Zdrój – … – Prudnik

## Źródła
- geoportal.gov.pl